# フタロンコサウルス
フタロンコサウルス（英：Futalognkosaurus）は、白亜紀後期に南米に生息していた草食恐竜。これまでに発見された巨大竜脚類の中では二番目に完全な骨格化石が見つかっており、その全長は30メートル以上と推定される。このフタロンコサウルスや、アルゼンチノサウルスといった超大型の種が白亜紀後期に生息していたことは、竜脚類が同時代でも依然、多様性を誇り繁栄を続けていたことを示している。